# Tipula tanyrhina
Tipula tanyrhina är en tvåvingeart som beskrevs av Alexander 1961. Tipula tanyrhina ingår i släktet Tipula och familjen storharkrankar. Inga underarter finns listade i Catalogue of Life.